# Buigny-Saint-Maclou
Buigny-Saint-Maclou is een gemeente in het Franse departement Somme (regio Hauts-de-France) en telt 523 inwoners (1999). De plaats maakt deel uit van het arrondissement Abbeville.

## Geografie
De oppervlakte van Buigny-Saint-Maclou bedraagt 7,3 km², de bevolkingsdichtheid is 71,6 inwoners per km².
De onderstaande kaart toont de ligging van Buigny-Saint-Maclou met de belangrijkste infrastructuur en aangrenzende gemeenten.

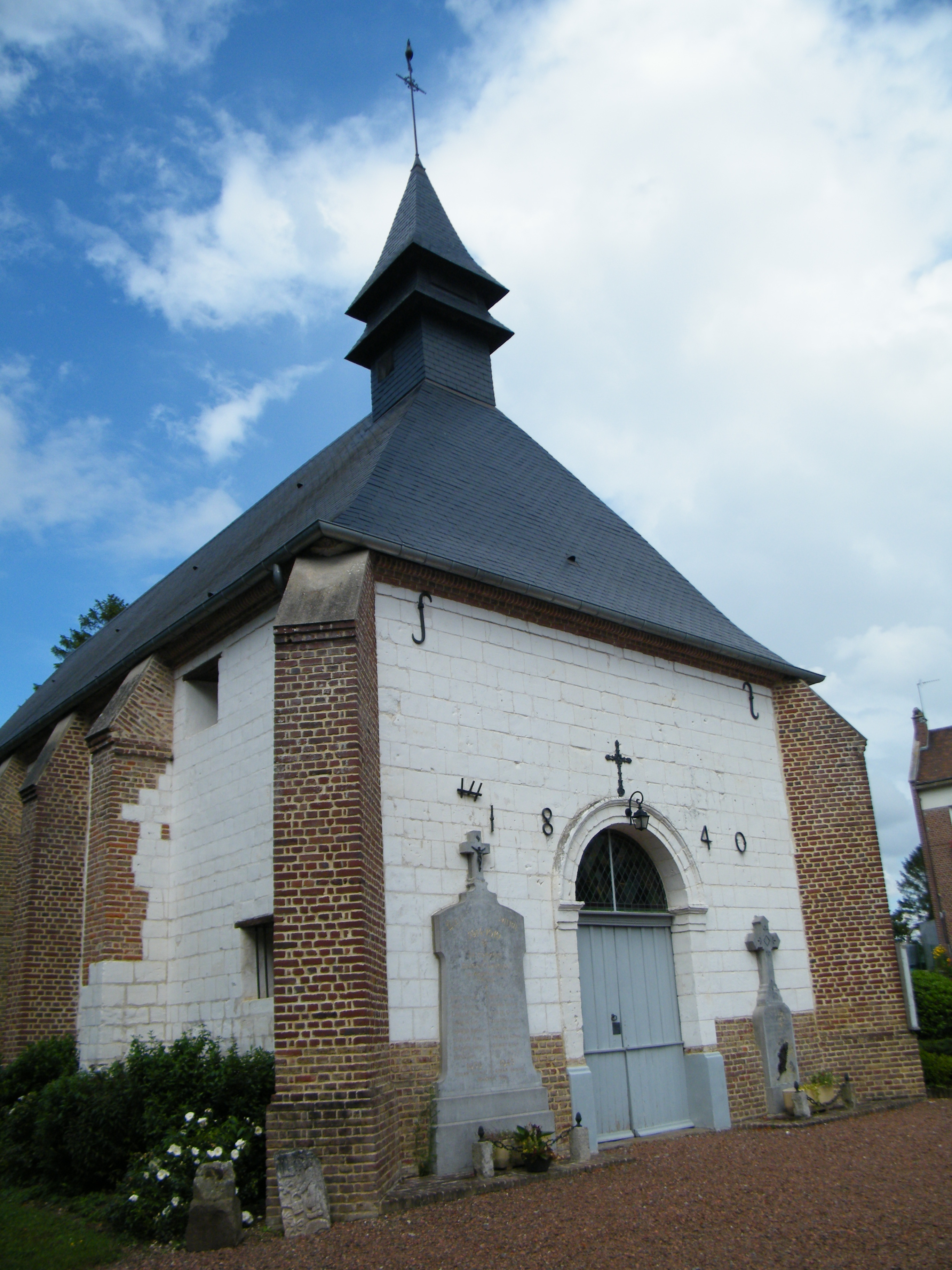
Kirche Saint-Maclou.
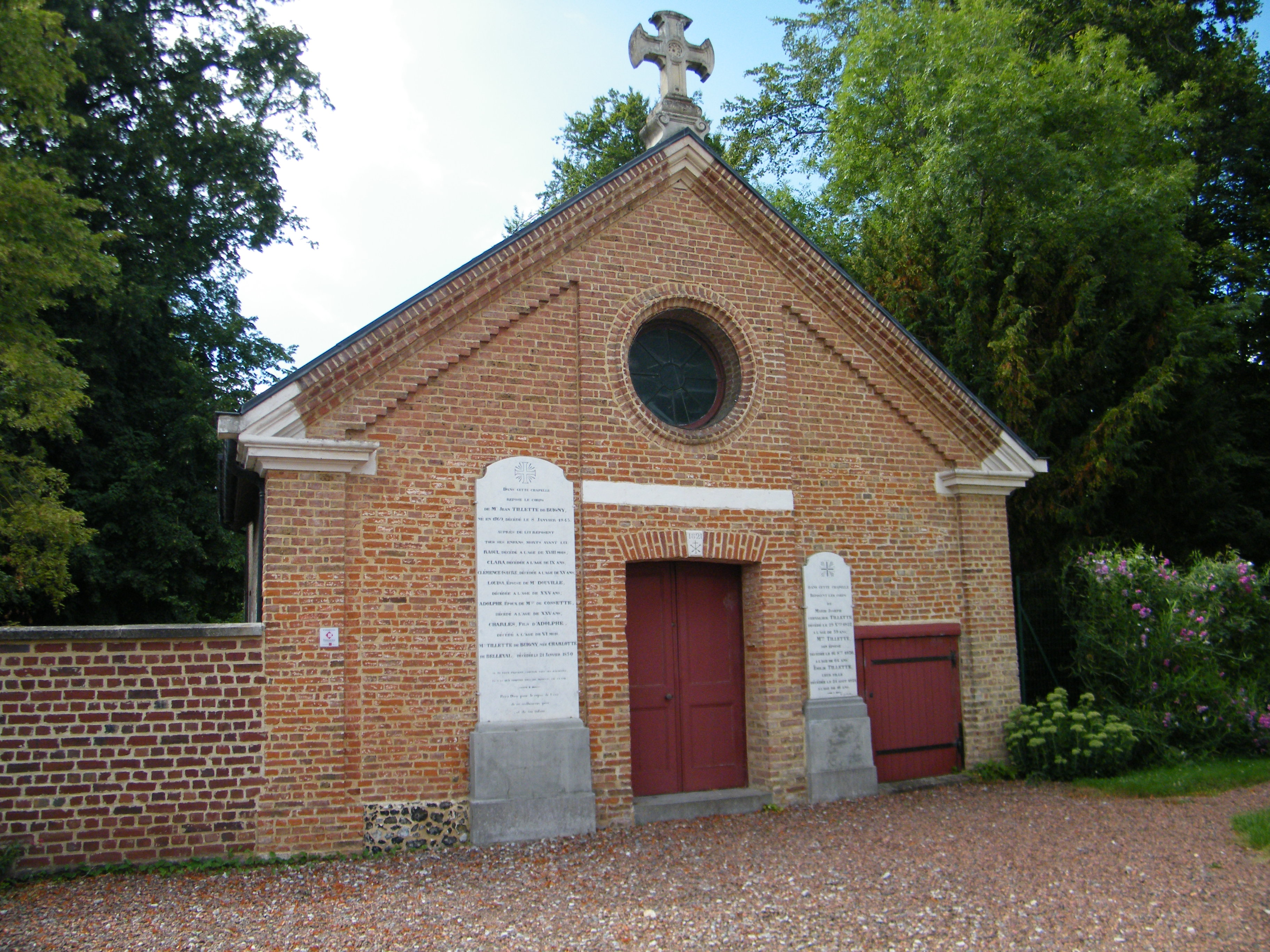
Grabkapelle.
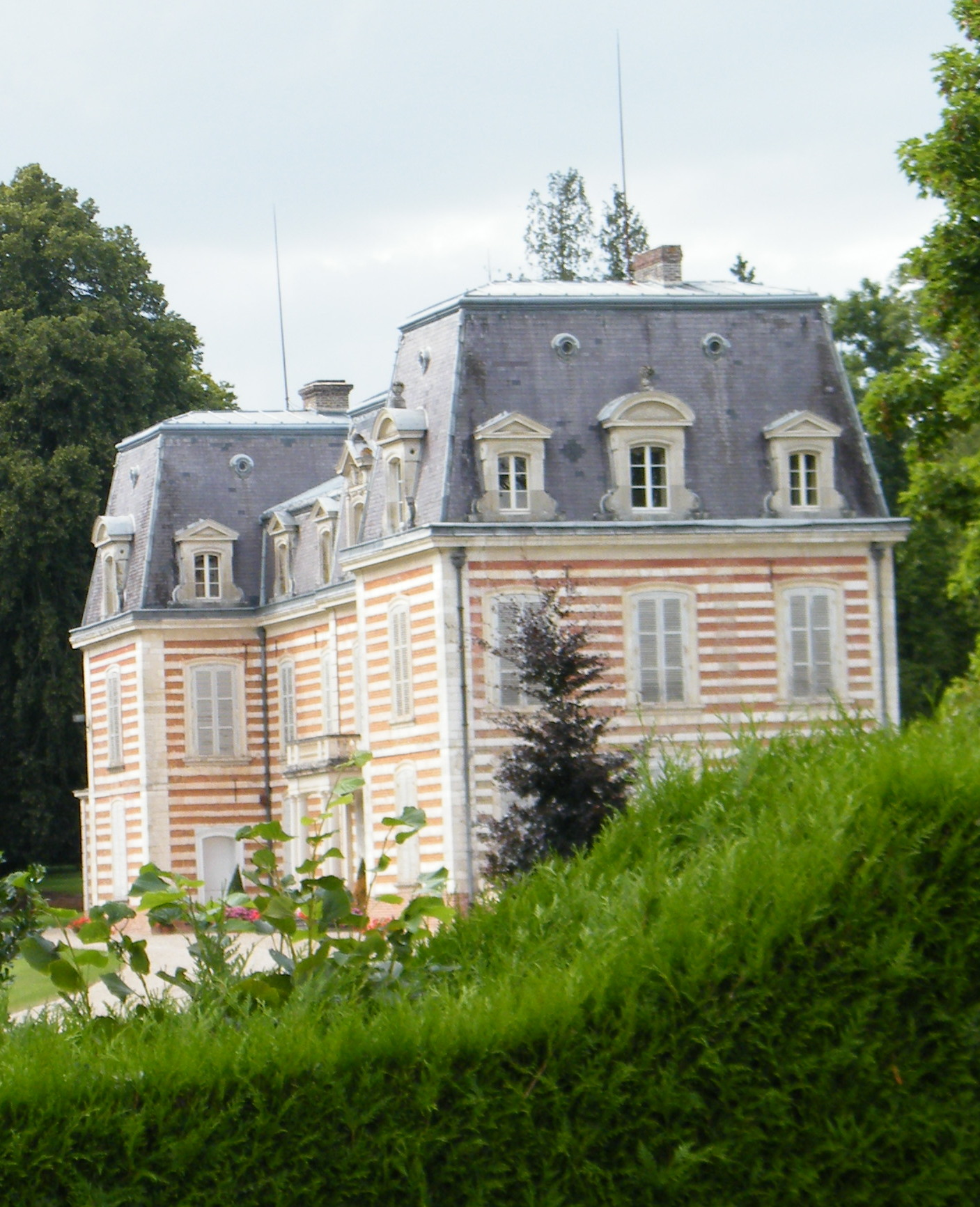
Château.
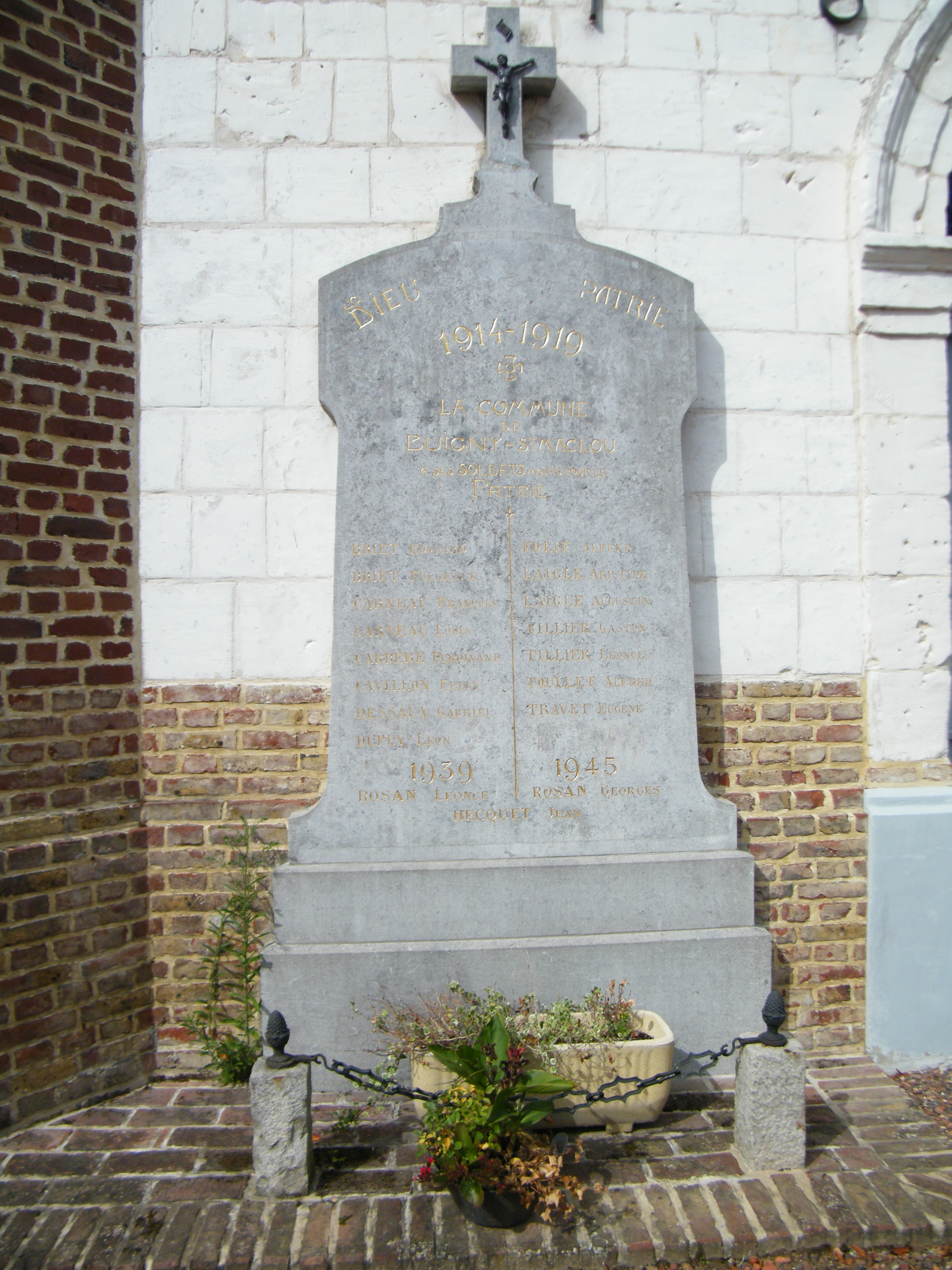
1914-1918 und 1939-1945.
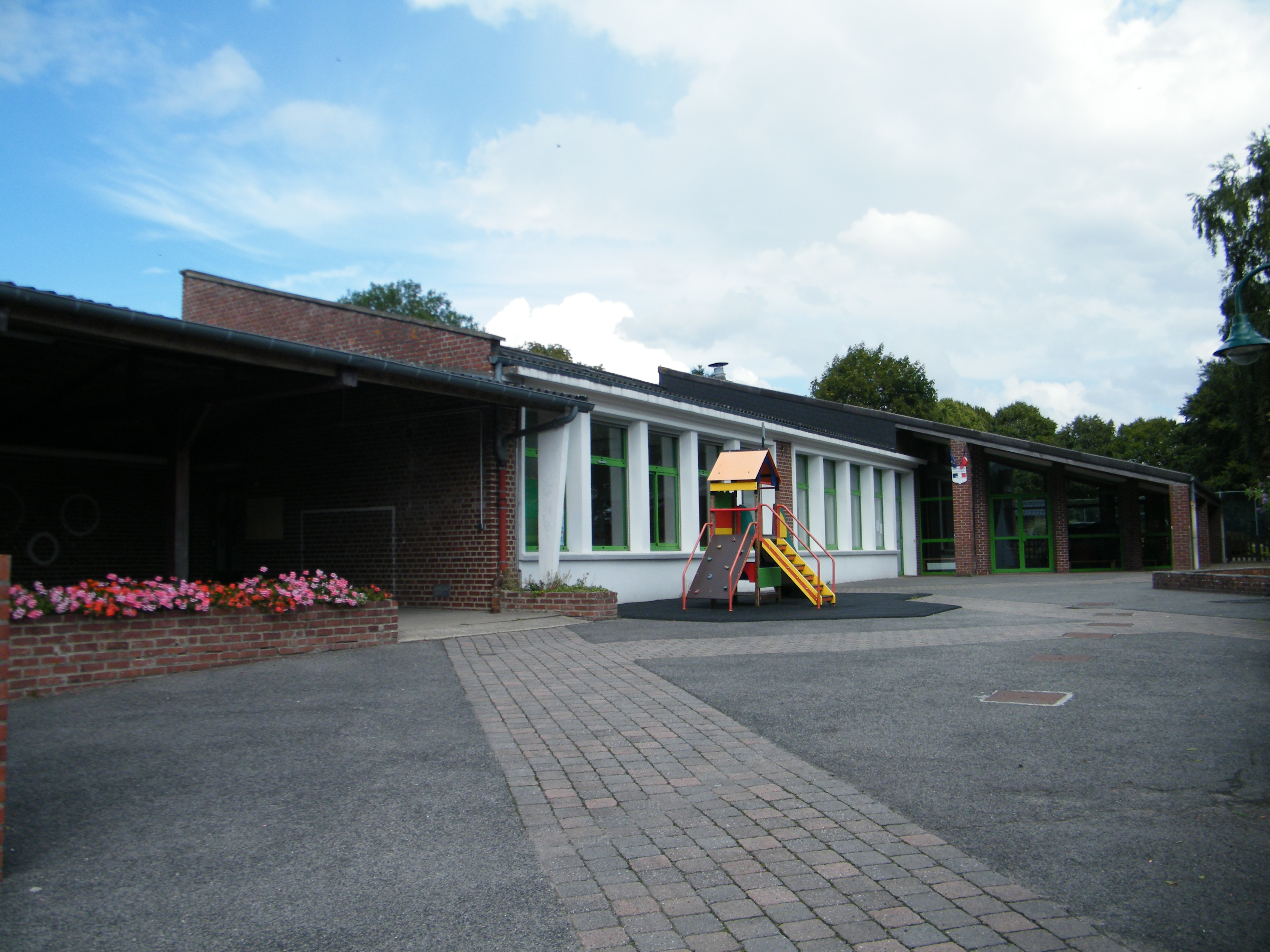
Schule.

## Demografie
Onderstaande figuur toont het verloop van het inwonertal (bron: INSEE-tellingen).